# Toshio Ōta
Toshio Ōta (jap. 太田敏夫 Ōta Toshio; ur. 20 marca 1919, zm. 21 października 1942 na Guadalcanalu) – pilot, podoficer Japońskiej Cesarskiej Marynarki Wojennej, as myśliwski z okresu II wojny światowej. Zginął w starciu powietrznym w czasie walk o Guadalcanal.

## Życiorys
Toshio Ōta pochodził z rolniczej rodziny mieszkającej w prefekturze Nagasaki. W 1936 roku wstąpił do służby w marynarce. W 1939 roku ukończył kurs pilotażu, w czerwcu 1941 roku został wysłany do Chin w składzie 12 Grupy Powietrznej, ale wobec całkowitej dominacji lotnictwa japońskiego nie brał udziału w akcjach bojowych. Po rozpoczęciu działań wojennych na Pacyfiku został skierowany do grupy lotniczej marynarki wojennej w Tainanie (Tainan-kaigun-kōkūtai). 8 grudnia 1941 roku brał udział w ataku na amerykańskie lotnisko Clark Field na Luzonie (Filipiny), zgłosił wówczas zestrzelenie jednego samolotu przeciwnika.
Następnie brał udział w walkach w Holenderskich Indiach Wschodnich, został poważnie ranny podczas ataku na Latającą Fortecę B-17. W kwietniu 1942 roku wraz z całą grupą lotniczą został przeniesiony do Rabaulu, wszedł w skład eskadry dowodzonej przez Jun'ichi Sasai. Zasłynął wkrótce ponadgodzinnym pościgiem za B-17, zakończonym zestrzeleniem nieprzyjacielskiej maszyny. 7 sierpnia 1942 roku zgłosił zestrzelenie czterech myśliwców F4F Wildcat podczas jednego lotu bojowego nad Guadalcanalem. Ogółem osiągnął liczbę 34 potwierdzonych zwycięstw powietrznych, obok Saburō Sakai i Hiroyoshiego Nishizawy był najskuteczniejszym japońskim pilotem myśliwskim w czasie walk na Guadalcanalu.
Toshio Ōta zginął 21 października 1942 roku, podczas wykonywania misji eskortowej. W walce z amerykańskimi myśliwcami zestrzelił jednego z Wildcatów, po czym jego Mitsubishi A6M został skutecznie zaatakowany przez kolejnego, pilotowanego przez porucznika Franka C. Drury'ego z dywizjonu VMF-212 USMC. Toshio Ōta został pośmiertnie awansowany do stopnia kaigun jun-i (odpowiednik chorążego).